# Гвадар (округ)
Гвадар (урду ضلع گوادر‎, англ. Gwadar District) — один из 30 округов пакистанской провинции Белуджистан.

## Административно-территориальное деление
Округ делится на четыре техсила — Гвадар, Дживани, Ормара и Пасни.

## Население
В округе проживают белуджи (98 % населения). В 1995 году в округе проживало 160,980 человек.

## Экономика
Округ находится на берегу Аравийского моря, большинство населения занято в сфере рыбной ловли.